# MBC게임 히어로
MBC게임 히어로(MBC GAME HERO)는 대한민국의 前 프로게임단이다. 현존 당시 스타크래프트, 스페셜포스 종목을 운영하였다.
2012년 2월 1일 MBC 게임이 MBC 뮤직으로 재개국됨에 따라 2011년 8월 31일 해체하였다.

## 역사
MBC게임 히어로의 전신인 POS(Pirates Of Space)는 2002년 8월 15일에 창단하였으며, 당시 이운재, 도진광, 임정호, 손승완, 박성준, 서경종 등을 중심으로 구성됐다.
POS는 창단 초기 별다른 성과를 거두지 못했다. 개인리그는 물론이고, 2003년 8강 체제로 진행됐던 KTF EVER 프로리그와 네오위즈 피망컵 프로리그 예선에서 탈락하는 고난을 겪기도 했다.
하지만 POS는 2004년부터 서서히 강팀으로 부상하기 시작했다. 연습생 시절부터 2년간 공을 들인 ‘투신’ 박성준이 질레트 스타리그에서 우승을 차지하며 팬들에게 깊은 인상을 남겼다. 이후 2005년 ‘스피릿’ 박지호를 영입한 POS는 스카이 프로리그 2005를 통해 만년 하위권이 아님을 증명했다. 후기리그 막판까지 삼성전자 칸, 팬택&큐리텔 등 대기업 팀들과 당당히 어깨를 나란히 하며 2006 시즌 창단 0순위로 떠올랐다.
2004년 11월부터 2005년 10월까지 이고시스템과의 스폰서계약으로 이고시스 POS로 활동하기도 했다.
박성준과 박지호를 중심으로 2005 시즌을 끌어가던 POS는 염보성과 김택용 등 신인 발굴에 성공하며 탄탄한 전력을 갖추었고, 2006년 3월 게임 전문 채널 MBC 게임에 인수 창단 되었다.
2006년 3월 창단 이후 전기리그에서 창단효과를 누리며 중상위권의 성적으로 포스트 시즌에 진출하여 KT 롤스터(당시 KTF 매직엔스)를 4:0으로 제압하고 CJ 엔투스를 4:2로 격파 했으나 결승에서 SK텔레콤 T1에게 4:1로 패배하고 말았다.
후기리그에서 초반 패배를 경험했지만 위메이드 폭스(당시 팬택EX)의 심소명이 STX SouL의 진영수를 잡으면서 기적적으로 포스트 진출에 성공하였다. 포스트시즌에서 웅진 스타즈(당시 한빛 스타즈)를 4:3으로 역전승 하고 화승 OZ(당시 르까프 OZ)를 4:3으로 격파하며 결승에 진출하였다.
결승에서 CJ 엔투스를 맞아 김재훈, 정영철 조합이 뱀파이어에서 승리하며 4:2로 우승하며 창단 후 첫 우승을 차지하였다.
2007년 1월에 펼쳐진 SKY 프로리그 2006 통합챔피언전에서는 전기리그 우승 팀인 SK텔레콤 T1을 맞이해서 에이스결정전까지 가는 접전끝에 염보성이 박태민을 꺾으며 4:3으로 누르며 통합 우승을 차지하였다.
MBC게임은 2008년 2월 26일 MBC게임 히어로의 전신인 POS 프로게이머로 활약하다가 지난해 군에서 제대한 도진광을 선수로, 은퇴했던 이운재를 신임코치로 영입한다고 밝혔다. 또 박용운 코치와는 재계약을 포기하며 김택용을 SK텔레콤 T1으로 이적시키면서 팀 체제 개편했다.
2008년 8월 12일 MBC게임은 하태기 감독에게‘프로젝트 매니저’라는 새로운 직책을 부여하기로 했다. 이에 따라 김혁섭 코치가 수석코치로 승격하여 감독대행을 맡고, 도진광이 코치로 승격하여 기존의 이운재 코치와 함께 코칭스탭을 구성하게 된다.
2009년 4월 스페셜포스 프로게임단 드래프트에서 개인 단위 5명(심영훈, 김창선, 김윤환, 박재현, 정종권), 추천선수 2명(임수라, 김진유)을 지명하였다. 스페셜포스 프로팀 중 유일한 혼성팀이자, 5명을 넘는 로스터를 구성한 팀이며, 투 스나이퍼 전략을 사용하는 팀이다.
2009년 7월 MBC게임이 김혁섭 감독을 사실상 경질했고 도진광코치도 회사와 협의하에 퇴사하였다. 그리고 하태기 감독이 다시 돌아왔다.
2010년 1월 MBC게임 소속이던 한규종 선수가 수습코치로 등록되었다.
2010년 4월 신한은행 위너스리그 09-10 결승전에서 KT 롤스터에게 4:3으로 패배하며 준우승을 기록했다.
2010년 8월 한규종 수습코치가 스타크래프트 2 전향을 위해 사퇴했다.
2010년 9월 이운재 코치와 하태기 감독이 자진 사퇴하고, 전 SK텔레콤 T1 코치였던 성학승을 수석코치로 영입하였다.
2011년 2월 팀의 에이스를 맡고 있던 이재호가 웅진 스타즈로 이적했다. 사유는 MBC게임의 고질적인 재정문제로 알려졌다.
2012년 2월 1일 모기업인 MBC 게임이 MBC 뮤직으로 재개국됨에 따라 2011년 8월 31일 해체하였다.

## 게임단 연혁
- 2002년 8월 Pirates Of Space(POS) 창단
- 2004년 11월 POS -> 이고시스 POS로 팀명 변경 (스폰서 계약)
- 2005년 10월 이고시스 POS -> POS로 팀명 변경 (스폰서 만료)
- 2005년 10월 KTF bigi KOREA e-sports 2005 스타크래프트 부문 3위
- 2006년 3월 MBC게임 HERO 창단
- 2006년 7월 SKY 프로리그 2006 전기리그 준우승
- 2007년 1월 SKY 프로리그 2006 후기리그 우승
- 2007년 1월 SKY 프로리그 2006 그랜드 파이널 우승
- 2007년 3월 제 2회 KeSPA컵 스타크래프트 부문 우승
- 2007년 3월 2006 대한민국 e스포츠대상 올해의 프로게임단
- 2007년 7월 신한은행 프로리그 2007 전기리그 3위
- 2007년 8월 경남-STX컵 마스터즈 2007 준우승
- 2008년 1월 신한은행 프로리그 2007 후기리그 3위
- 2008년 8월 경남-STX컵 마스터즈 2008 준우승
- 2010년 2월 생각대로T SF프로리그 2009 2nd 준우승
- 2010년 4월 신한은행 위너스리그 09-10 준우승
- 2010년 7월 신한은행 프로리그 09-10 6강
- 2010년 7월 생각대로T SF프로리그 2010 1st 3위
- 2011년 8월 31일 MBC게임 히어로 프로게임단 해체

## 프로리그결과
| 년도      | 리그                      | 순위       | 경기 | 승   | 패   | 벌점 | 승점 | 포스트시즌     | 주요선수                                                               | 감독   |
| --------- | ------------------------- | ---------- | ---- | ---- | ---- | ---- | ---- | -------------- | ---------------------------------------------------------------------- | ------ |
| 2003      | KTF EVER                  | 탈락       | 탈락 | 탈락 | 탈락 | 탈락 | 탈락 | 탈락           | 탈락                                                                   | 하태기 |
| 2003      | Neowiz Pmang              | 탈락       | 탈락 | 탈락 | 탈락 | 탈락 | 탈락 | 탈락           | 탈락                                                                   | 하태기 |
| 2004      | SKY 1라운드               | 8위        | 10   | 4    | 6    | 2    | -3   | 진출실패       |                                                                        | 하태기 |
| 2004      | SKY 2라운드               | 머큐리 3위 | 8    | 4    | 4    | 0    | -1   | 진출실패       |                                                                        | 하태기 |
| 2004      | SKY 3라운드               | 새턴 5위   | 8    | 3    | 5    | 0    | -4   | 진출실패       |                                                                        | 하태기 |
| 2005      | SKY 전기                  | 9위        | 10   | 4    | 6    | 0    | -3   | 진출실패       |                                                                        | 하태기 |
| 2005      | SKY 후기                  | 6위        | 18   | 9    | 9    | 2    | +2   | 진출실패       |                                                                        | 하태기 |
| 2006      | SKY 전기                  | 4위        | 10   | 7    | 3    | 0    | +7   | 준우승         | 박지호, 염보성, 이재호, 김택용, 서경종, 박성준                         | 하태기 |
| 2006      | SKY 후기                  | 4위        | 10   | 6    | 4    | 0    | -2   | 우승           | 박지호, 염보성, 이재호, 김택용, 서경종, 박성준, 정영철, 강구열, 김재훈 | 하태기 |
| 2007      | 신한은행 전기             | 3위        | 22   | 14   | 8    | 1    | +17  | 플레이오프     |                                                                        | 하태기 |
| 2007      | 신한은행 후기             | 2위        | 22   | 15   | 7    | 0    | +14  | 플레이오프     |                                                                        | 하태기 |
| 2008      | 신한은행 2008             | 8위        | 22   | 10   | 12   | 1    | -3   | 진출실패       | 염보성, 민찬기, 이재호, 박지호                                         | 하태기 |
| 2008-2009 | 신한은행 위너스리그 08-09 | 10위       | 11   | 4    | 7    | 0    | -10  | 진출실패       | 염보성, 이재호, 박지호, 정우서, 김재훈, 고석현                         | 김혁섭 |
| 2008-2009 | 신한은행 08-09            | 9위        | 55   | 26   | 29   | 0    | -12  | 진출실패       | 염보성, 이재호, 박지호, 정우서, 김재훈, 고석현                         | 김혁섭 |
| 2009-2010 | 신한은행 위너스리그 09-10 | 2위        | 11   | 8    | 3    | 0    | +14  | 준우승         | 이재호, 염보성, 고석현, 박수범, 김재훈                                 | 하태기 |
| 2009-2010 | 신한은행 09-10            | 4위        | 55   | 31   | 24   | 2    | +14  | 6강 플레이오프 | 이재호, 염보성, 고석현, 박수범, 김재훈                                 | 하태기 |
| 2010-2011 | 신한은행 위너스리그 10-11 | 8위        | 18   | 7    | 11   | 0    | -3   | 진출실패       | 이재호, 염보성, 고석현, 박수범, 김재훈                                 | 성학승 |
| 2010-2011 | 신한은행 10-11            | 9위        | 54   | 22   | 32   | 1    | -17  | 진출실패       | 염보성, 고석현, 박수범, 김재훈                                         | 성학승 |

## 팀리그 역대성적
| 연도      | 스폰서     | 경기수                                   | 승                                       | 패                                       | 승점                                     | 승률                                     | 기타    |
| --------- | ---------- | ---------------------------------------- | ---------------------------------------- | ---------------------------------------- | ---------------------------------------- | ---------------------------------------- | ------- |
| 2003      | 계몽사     | 4                                        | 2                                        | 2                                        | -2                                       | 50%                                      | 5위     |
| 2003      | 라이프존   | 1                                        | 0                                        | 1                                        | 1                                        | 0%                                       | 5위     |
| 2003-2004 | LG IBM     | 예선 탈락 (3전 1승 2패 - 개인전 9승 7패) | 예선 탈락 (3전 1승 2패 - 개인전 9승 7패) | 예선 탈락 (3전 1승 2패 - 개인전 9승 7패) | 예선 탈락 (3전 1승 2패 - 개인전 9승 7패) | 예선 탈락 (3전 1승 2패 - 개인전 9승 7패) |         |
| 2004      | 투싼       | 예선 탈락 (2전 2패 - 개인전 4승 8패)     | 예선 탈락 (2전 2패 - 개인전 4승 8패)     | 예선 탈락 (2전 2패 - 개인전 4승 8패)     | 예선 탈락 (2전 2패 - 개인전 4승 8패)     | 예선 탈락 (2전 2패 - 개인전 4승 8패)     |         |
| 2004-2005 | MBC MOVIES | 예선 탈락 (3전 1승 2패 - 개인전 6승 7패) | 예선 탈락 (3전 1승 2패 - 개인전 6승 7패) | 예선 탈락 (3전 1승 2패 - 개인전 6승 7패) | 예선 탈락 (3전 1승 2패 - 개인전 6승 7패) | 예선 탈락 (3전 1승 2패 - 개인전 6승 7패) |         |
| 총 2시즌  | 총 2시즌   | 5                                        | 2                                        | 3                                        | -1                                       | 40%                                      | 5위 2회 |

| 연도      | 스폰서     | 경기수    | 개인승    | 개인패    | 승률      | 올킬수    |           |
| --------- | ---------- | --------- | --------- | --------- | --------- | --------- | --------- |
| 2003      | 계몽사     | 20        | 9         | 11        | 45%       | -         |           |
| 2003      | 라이프존   | 7         | 3         | 4         | 42.8%     | -         |           |
| 2003-2004 | LG IBM     | 예선 탈락 | 예선 탈락 | 예선 탈락 | 예선 탈락 | 예선 탈락 | 예선 탈락 |
| 2004      | 투싼       | 예선 탈락 | 예선 탈락 | 예선 탈락 | 예선 탈락 | 예선 탈락 | 예선 탈락 |
| 2004-2005 | MBC MOVIES | 예선 탈락 | 예선 탈락 | 예선 탈락 | 예선 탈락 | 예선 탈락 | 예선 탈락 |
| 통산성적  | 통산성적   | 27        | 12        | 15        | 44.4%     | -         |           |

## 역대 팀 명칭
- POS(Pirates Of Space) - 이고시스 POS - MBC게임 히어로

## 역대 팀 감독
- 1대 감독 : 하태기 (재임 기간 : 2002년 ~ 2008년)
  - 감독 대행 : 김혁섭 (재임 기간 : 2008년)
- 2대 감독 : 김혁섭 (재임 기간 : 2008년 ~ 2009년)
- 3대 감독 : 하태기 (재임 기간 : 2009년 ~ 2010년)
- 4대 감독 : 성학승 (재임 기간 : 2010년 ~ 2011년)

## 주요 종목
- 스타크래프트
- 스페셜포스

## 우승기록
- SKY 프로리그 2006 후기리그
- SKY 프로리그 2006 그랜드 파이널
- 제2회 KeSPA컵 스타크래프트 부문

## 같이 보기
- MBC게임

| 이전 SK텔레콤 T1 | 제11,12대 프로리그 우승 팀 스카이 프로리그 2006 후기리그, 통합챔피언전 | 다음 삼성전자 칸 |